# Goniohelia astrapetes
Goniohelia astrapetes là một loài bướm đêm trong họ Erebidae.